# BN-PAGE
Die Blue Native Polyacrylamide Gel Electrophoresis (BN-PAGE, auf Deutsch blaue native Polyacrylamidgelelektrophorese) ist eine Variante der nativen Gelelektrophorese. Sie dient zur elektrophoretischen Auftrennung von Proteinen in einem Polyacrylamidgel unter nativen Bedingungen.

## Prinzip
Die Probenvorbereitung erfolgt im Gegensatz zur SDS-PAGE ohne SDS und Erhitzen, zudem wird auf Reduktionsmittel wie DTT oder Mercaptoethanol verzichtet. Dadurch bleibt die native Proteinfaltung erhalten, es findet keine Denaturierung statt. Im Gegensatz zur CN-PAGE wird jedoch der Farbstoff Coomassie-Brillant-Blau G-250 in das native Gel mit eingegossen oder dem Puffer zugesetzt. Während der Elektrophorese bindet der Farbstoff an die hydrophoben Bereiche der Proteine und überdeckt durch seine negative Ladung die positiven Ladungen der Proteine. Dadurch verleiht der Farbstoff den Proteinen eine negative Grundladung, alle Proteine wandern unabhängig von ihrem isoelektrischen Punkt zur Anode. Trotzdem bleiben die Proteine im Gegensatz zur SDS-PAGE nativ gefaltet. Außerdem werden die Proteine schon während der Auftrennung sichtbar, wodurch die Auftrennung mitverfolgt werden kann. Die Mobilität des Komplexes im Polyacrylamidgel hängt sowohl von der Größe des Proteinkomplexes, d. h. dem Molekulargewicht, als auch von der Menge des an das Protein gebundenen Farbstoffs ab.

## Anwendungen
BN-PAGE kann für die Isolierung von Proteinkomplexen aus biologischen Membranen und gesamten Zell- und Gewebehomogenaten verwendet werden. Sie dient auch zur Bestimmung nativer Proteinmassen und zur Identifizierung physiologischer Protein-Protein-Interaktionen. Nach Ende der Elektrophorese können die Proteine aus dem Gel herausgeschnitten werden und unter nativen Bedingungen eluiert werden, um z. B. in Affinitätstests weiter untersucht zu werden. Die Proteinkomplexe können aber auch direkt, oder nach vorheriger 2D-Elektrophorese, auf PVDF-Membranen transferiert und im Western Blot untersucht werden.